# 福井鉄道130形電車
福井鉄道130形電車（ふくいてつどう130がたでんしゃ）は、かつて福井鉄道に在籍し、主に同社南越線において運用された電車（制御電動車）である。

## 概要
南越線の車両近代化および輸送力増強を目的として、1962年（昭和37年）10月と1963年（昭和38年）4月の二度にわたり、制御電動車モハ130形が2両（131・132）新製された。1960年（昭和35年）に福武線向けに新製された連接車200形を基本に、自社西武生工場において新製された全長13m級の2軸ボギー構造の小型車である。車体は台枠より完全新製されたものの、主要機器については台車・制御器などを同時期に廃車となったモハ1形2・3より流用し、その他の機器についても福井鉄道手持ちの従来品が使用され、カルダン駆動の高性能車であった200形に対して本形式は吊り掛け駆動の旧性能車であった。
本形式の導入以降、福井鉄道における車両の増備および代替は他事業者より譲り受けた中古車両の導入によって賄われ、新製車両の導入は2013年（平成25年）のF1000形まで途絶えることとなった
本形式は南越線における主力車両として運用され、1981年（昭和56年）4月の南越線全線廃止後も休車状態のまま残存し、1986年（昭和61年）まで在籍した。

## 車体
全長13,840mm・車体長13,000mmの全鋼製構体を備える。前後妻面に運転台を有する両運転台構造で、妻面・側面とも幕板部から屋根部にかけて外板を連続処理した張り上げ屋根構造が採用された。前面形状は200形に範を取った、いわゆる「湘南型」の非貫通2枚窓設計であるが、前面窓部は200形が連続窓風の処理がされていたのに対して本形式は独立した2枚の窓を備え、200形が前面上半分に後退角を設けているのに対して本形式は後退角を設けないフラットな前面形状とされている点などが異なる。前照灯は白熱灯式のものを前面屋根部に1灯、埋込型のケースを介して装着し、後部標識灯は角型のものを前面腰板下部に左右1灯ずつ装備する。
側面には片開式の手動客用扉を片側2箇所備え、客用扉下部の車体内側にはホームとの段差対策としてステップが設けられている。このため、200形とは異なり車体裾部に丸みは付けられていない。なお福井市内の路面区間直通は想定しておらず、客用扉下には低床ホーム用の連動ステップは取り付けていない。側面窓は二段上昇式のアルミサッシを採用、側面窓配置はd1D(1)3(1)D1d（d：乗務員扉、D：客用扉、各数値は側窓の枚数、カッコ内は戸袋窓）である。
車内は200形と同様にアクリル製カバー付の蛍光灯照明を採用、床面はリノリウム張りとして近代化を図った。ただし座席はロングシート仕様であり、ボックスシートを採用したセミクロスシート仕様であった200形とは異なる。

## 主要機器
主要機器および台車については、前述の通り従来車の廃車発生品および福井鉄道手持ちの旧弊な機器が採用された。
速度制御は各運転台に設置された直接制御器によって行う直接制御方式を採用し、総括制御は不可能な仕様である。
主電動機はモハ131が神戸製鋼所製のTB-28Aを、モハ132が三菱電機製のMB-172NRをそれぞれ1両当たり4基搭載する。いずれも本来は路面電車用の端子電圧600V時1時間定格出力37.5kWの直流直巻電動機で、駆動方式は吊り掛け式、歯車比は1:4.50である。
台車はブリル (J.G. Brill) 社製の型鍛造によるスイングボルスター式釣り合い梁台車であるブリル27MCB-2を装着する。固定軸間距離は1,981mm、車輪径は860mmである。この台車は元々1923年に福武電気鉄道がその開業に当たって準備した1形1 - 3用として輸入されたブリル社純正品で、モハ2、3が老朽廃車に伴い予備品となっていたのを再用したものである。
制動装置は本形式が総括制御不能で連結運転を考慮しない設計であったことから、構造の簡易なSM-3直通ブレーキを採用した。これも日本の路面電車では標準品となっていた機器である。
その他、集電装置は菱形パンタグラフを採用、各車の屋根上社武生寄りに1両当たり1基搭載し、連結器は下作用式の並形自動連結器を前後妻面とも採用した。

## 運用
本形式はいずれも南越線へ配属され、同路線の主力車両として運用された。
その後、1970年（昭和45年）4月にモハ132が三菱電機製の間接非自動制御装置（HL制御器）を搭載して制御方式を従来の直接制御から間接制御に改め総括制御を可能としたほか、連結運転に備えて制動装置をSME非常弁付直通ブレーキに改造した。同年8月にはモハ131についても同様に間接制御化改造が実施されたが、同車は貨物列車牽引用途に供するため制動装置をM三動弁を用いるAMM自動空気ブレーキに改造したほか、客用扉に戸閉装置（ドアエンジン）を新設して自動扉仕様となった。自動扉化改造は後年モハ132に対しても施工されたほか、同時期にモハ131・132ともに従来構体に内蔵されていた妻面の縦樋を露出型に改造した。
本形式は1971年（昭和46年）9月に実施された南越線の部分廃止以降も同路線に残存し、1981年（昭和56年）4月の南越線全線廃止直前の時期においては同路線に所属する唯一の旅客用車両となっていた。南越線全線廃止後は、社武生駅構内の日本国有鉄道（国鉄）との貨物連絡線を経由して福武線武生新駅（現・たけふ新駅）構内へ搬入された。一時は福武線での運行も予定されていたが、その後再起することなく同所で長期間休車状態で留置されたのち、静岡鉄道より譲受した300形電車の導入に伴って、1986年（昭和61年）1月15日付でモハ131・132の2両とも除籍・解体処分され、本形式は形式消滅した。本形式の車両銘板は福井鉄道社内に現存している。